# Csung Kang
Csung Kang (Zhong Kang) a félig legendás Hszia (Xia)-dinasztia 4. uralkodója, Csi (Qi) legidősebb fia, Nagy Jü (Yu) unokája, Taj Kang (Tai Kang) öccse.

## Élete és uralkodása
Csung Kang (Zhong Kang) fivére, a dinasztia 3. uralkodójának, Taj Kang (Tai Kang)nak a halála után lépett trónra, és lett a Hszia (Xia)-dinasztia 4. uralkodója. Életéről, akárcsak a legtöbb Xia (Hszia) uralkodónak az életéről meglehetősen kevés információt tartalmaznak a források. A korai történeti művek általában csak szűkszavú, a legfontosabb eseményekre koncentráló, kronologikus felsorolást tartalmaznak.
A történetíró feljegyzései szerint Csung Kang (Zhong Kang) uralkodása idején Hszi (Xi) 羲 és Ho (He) 和 kicsapongó, léha életet éltek és zavart támasztottak a naptárban. Épp ezért Jin (Yin) 胤 büntető hadjáratot szervezett ellenük.
A Bambusz-évkönyvek szerint csi-csou (jichou) 己丑 esztendőben lépett trónra, a fővárosa Csenhszün (Zhenxun) 斟鄩 volt. Uralkodása 6. esztendejében kinevezte Kun-vu (Kunwu) 昆吾 herceget főminiszterének, majd pedig uralkodása 7. esztendejében elhunyt. Örökébe a fia,  Hsziang (Xiang) lépett, aki áttelepítette a fővárost Sangcsiu (Shangqiu)ba 商丘.